# Tatra 805
Tatra 805 (slangově Kačena, Kvíčala nebo Píšťala, též i Fňukna, podle kvílivého zvuku motoru při zátěži a řazení) je lehký terénní nákladní automobil vyráběný automobilkou Tatra (později AZNP Mladá Boleslav, Závody V. I. Lenina Plzeň a Avia Praha) v letech 1952 až 1960. Vyprodukovalo se celkem 13 624 vozidel. Byl vyvinut především pro potřeby armády na základě speciálního zadání. Armáda požadovala automobil schopný jízdy v těžkém terénu a s vysokou tažnou silou.
Podvozek T 805 konstrukčně navazoval na podvozky předešlých prototypů speciálních terénních automobilů T 803 a T 804; využito bylo všech jejich předností. Hlavním rozdílem však bylo použití trambusové kabiny; to si vyžádalo změnu polohy místa pro řidiče.

## Popis

### Motor
Tatra 805 byla poháněna benzínovým osmiválcovým vzduchem chlazeným motorem typu T 603A. Byla to jedna z mnoha variant tohoto nejuniverzálnějšího spalovacího motoru, s úpravami přizpůsobujícími motor pro dané použití. Motor měl zdvihový objem 2545 cm³ (vrtání 75 mm, zdvih 72 mm) a výkon omezený na 75 koní při 4000 otáčkách za minutu. Motor se od verzí pro osobní automobily lišil především použitím jen jednoho karburátoru, nižším stupněm komprese, tlačnými chladicími ventilátory (v ose pravého, u vybraných verzí obou, bylo uloženo dynamo) a "suchou" klikovou skříní se zdvojeným (odsávacím a mazacím z oddělené plechové nádrže navazující na odlišný plechový kryt čela motoru) olejovým čerpadlem – to vozům umožňovalo zdolávat i velmi příkrá stoupání bez rizika selhání mazání motoru. Specifický zvuk chladicích ventilátorů je příčinou slangového označení Píšťala.

### Převodovka
Převodovka byla čtyřstupňová a spojená byla ještě s dvoustupňovou přídavnou převodovkou. Vozy měly stálý pohon zadní nápravy, pohon přední nápravy bylo možno zařadit zvláštní řadicí pákou. Zapnutý pohon všech kol byl podmínkou pro možnost řazení redukovaných převodů. Hnací ústrojí bylo ještě vybaveno uzávěrkou diferenciálů. Konstrukce převodovky umožňovala využít dvou výstupů pro pohon jiných zařízení, kterého bylo možno zapnout speciální pákou. Nejčastěji byl tímto zařízením kompresor pro dofukování pneumatik. Ovládání automobilu při jízdě v terénu ještě ulehčoval „ruční plyn“.

### Podvozek
Podvozek Tatry 805 byl ukázkovým příkladem konstrukce pro použití v terénním automobilu. Byl tvořen páteřovým rámem, na který vpředu i vzadu navazovaly rozvodovky náprav. Nápravy byly výkyvné, s redukcemi v kolech, což umožnilo snížení namáhání poloos, zvětšení světlé výšky vozidla, zvýšení celkového převodového poměru, a tak i maximální tažné síly. Rozvor 2700 mm. Světlost 400 mm. Odpružení obou náprav bylo torzními tyčemi a vozidlo se díky nim na silnici chovalo velmi komfortně i při vyšších rychlostech. Kombinace torzních tyčí, malé vzdálenosti náprav, kolových redukcí a tím i vyššího těžiště, se při jízdě terénem houpala do stran, a tím si vysloužila také slangové označení Kačena. Tatra 805 dosahovala na silnici maximální rychlosti okolo 75–80 km/h při průměrné spotřebě okolo 20 až 25 litrů benzínu. V terénu byla spotřeba paliva samozřejmě vyšší.
Slabší stránkou T 805 byly jednookruhové hydraulické bubnové brzdy bez posilovače. Brzdný účinek byl nedostatečný, to se projevovalo hlavně při brzdění zatíženého vozidla z vyšších rychlostí, nebo při zdolávání táhlých klesání, kdy brzdný účinek motoru nepostačoval.

## Použití
Tatra 805 byla typickým nákladním vozem Československé lidové armády, kde byla využívána v mnoha provedeních. Nejrozšířenější verzí byl valník, dnes se však častěji setkáme s vozidly s různými skříňovými nástavbami (rádiovůz, sanitka, nebo vozidlo se speciální skříňovou nástavbou určené pro hasiče typ DVS 8). Ze speciálních verzí je možno zmínit například cisternové vozidlo, nebo odlehčené vozidlo s plátěnou střechou kabiny určené pro výsadkáře (vyrobeno asi 25 ks). Vozy používala i tehdejší Veřejná bezpečnost. Na jejím podvozku vznikly také prototypy pancéřových vozidel Jarmila a Jarmila II označené jako T 811 (OA82) , které se však do sériové výroby, a tudíž ani do výzbroje armády, nikdy nedostaly.
V civilním sektoru byly T 805 využívány také jako rozvážkové, či zametací vozy, vozidla se speciálními skříňovými nástavbami typu furgon v nápadné stříbrné barvě, která používal například československý film. Ke konci éry životnosti T 805 vozidla v provedení valník sloužila ve městech při rozvozu uhlí. Takovéto využití čistokrevného terénního automobilu však bylo dost nehospodárné. Vozy vyřazené z armády byly často dále používány dobrovolnými hasičskými sbory.
Snad nejslavnějšími Tatrami 805 jsou speciály lakované pro známé cestovatele – stříbrně-rumělkově červeně (čalounění zelená kůže) Ing. Zikmunda a stříbrně-modrá metalíza (béžová kůže) Ing. Hanzelku. Vozy mají mj. vyšší čelní skla, dělená skla dveří (výklopná větračka vepředu), determální skla, tepelně izolované povrchové panely, některé palubní přístroje T-603, včetně volantu vyztuženého ramenem navíc atd. První z těchto vozidel je v současnosti ve sbírce firemního muzea Tatra v Kopřivnici a druhé, rekonstruované z vraku, je v soukromé sbírce Karla Lopraise. K vozidlům náležely také vleky nosnosti 3/4 t s nájezdovou brzdou.
Na třetí místo mezi cestovatelskými vozy Tatry 805 patří Tatra 805 expediční, která od roku 1989 do roku 2011 projela Afriku, Asii, Austrálii a Ameriku (Jižní). Na svých cestách najela více než 60 000 km.

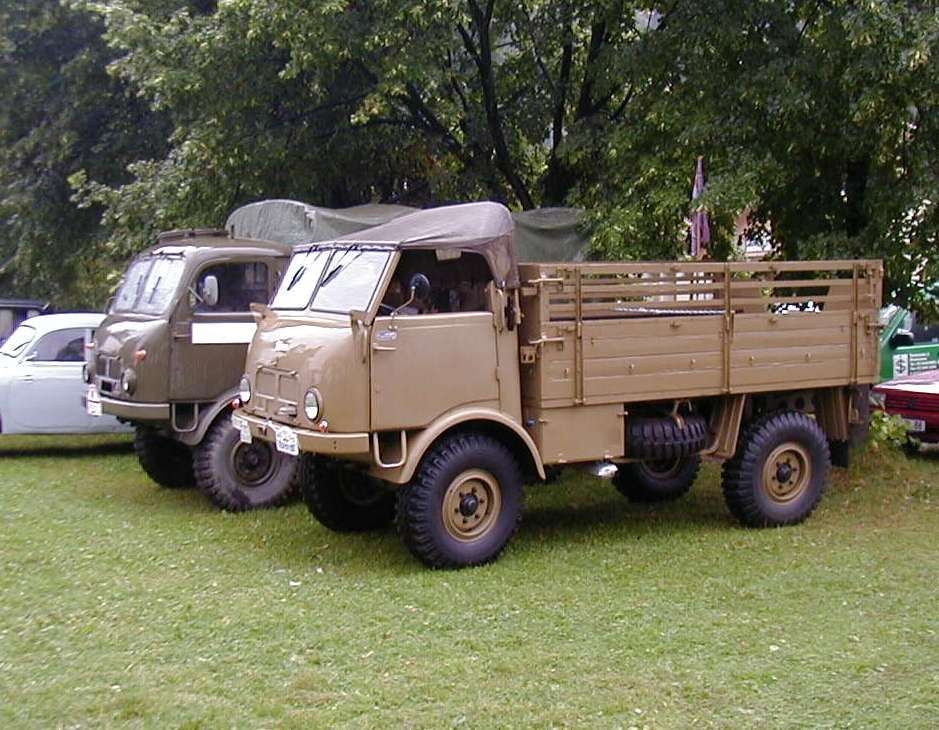
Tatra 805 – výsadkářská verze a valník
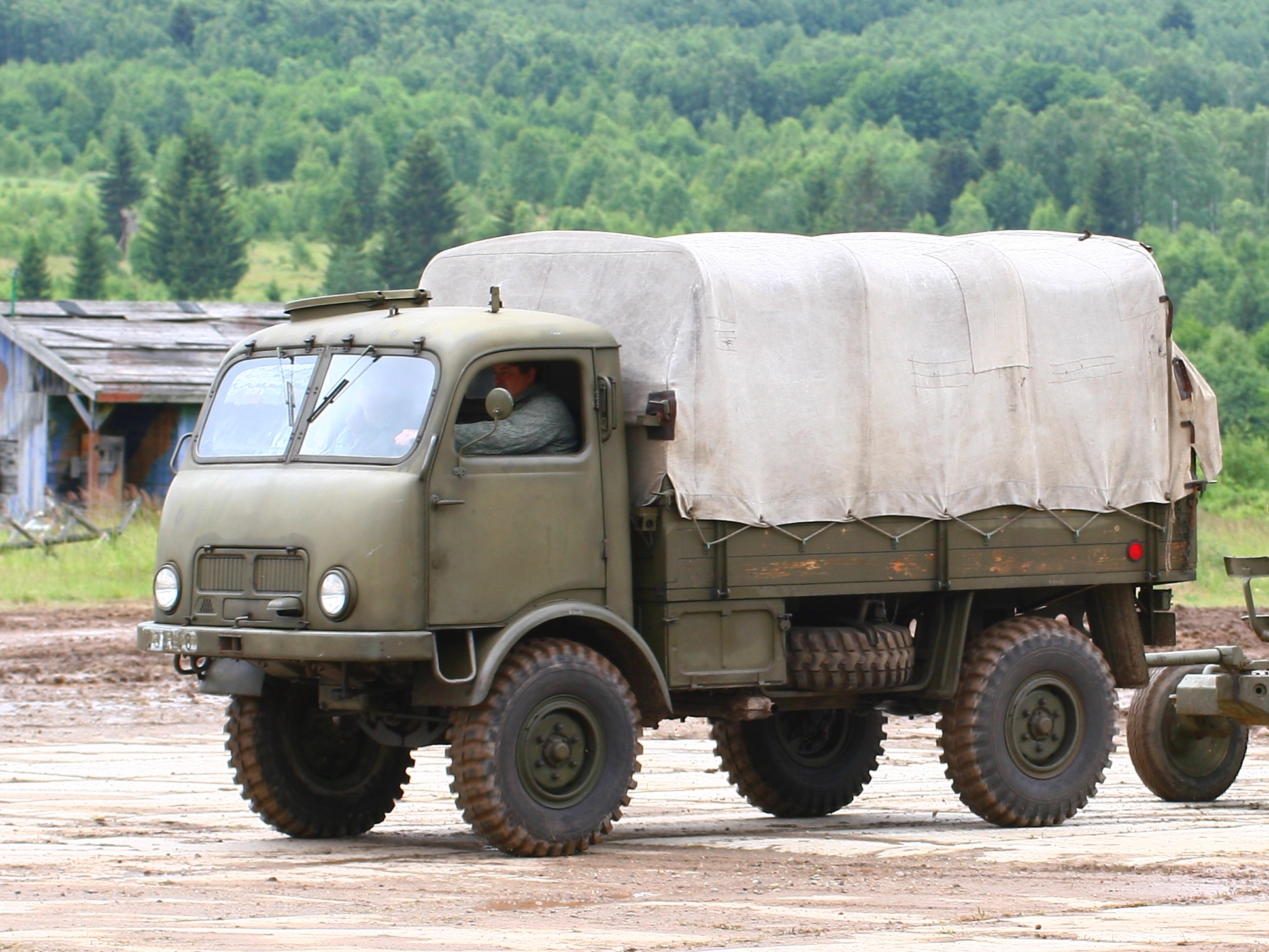
valník Tatra 805
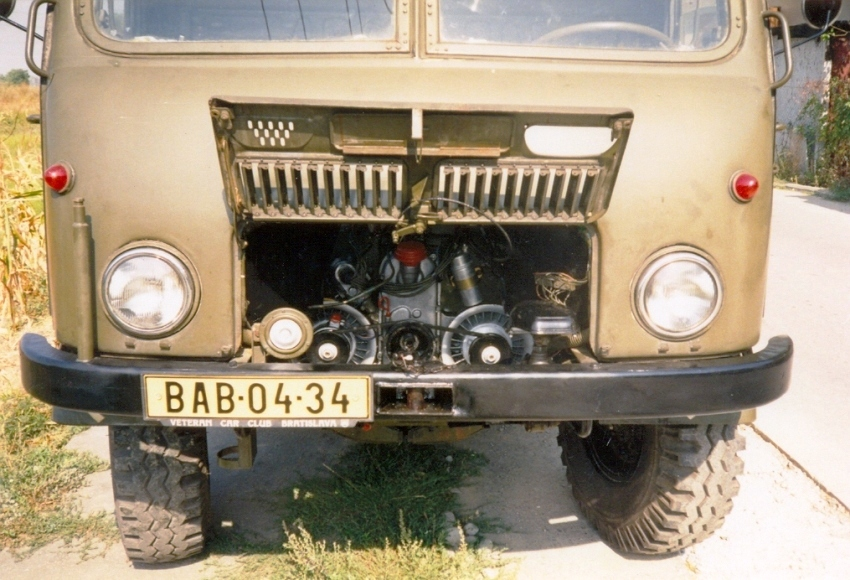
Motor T603A
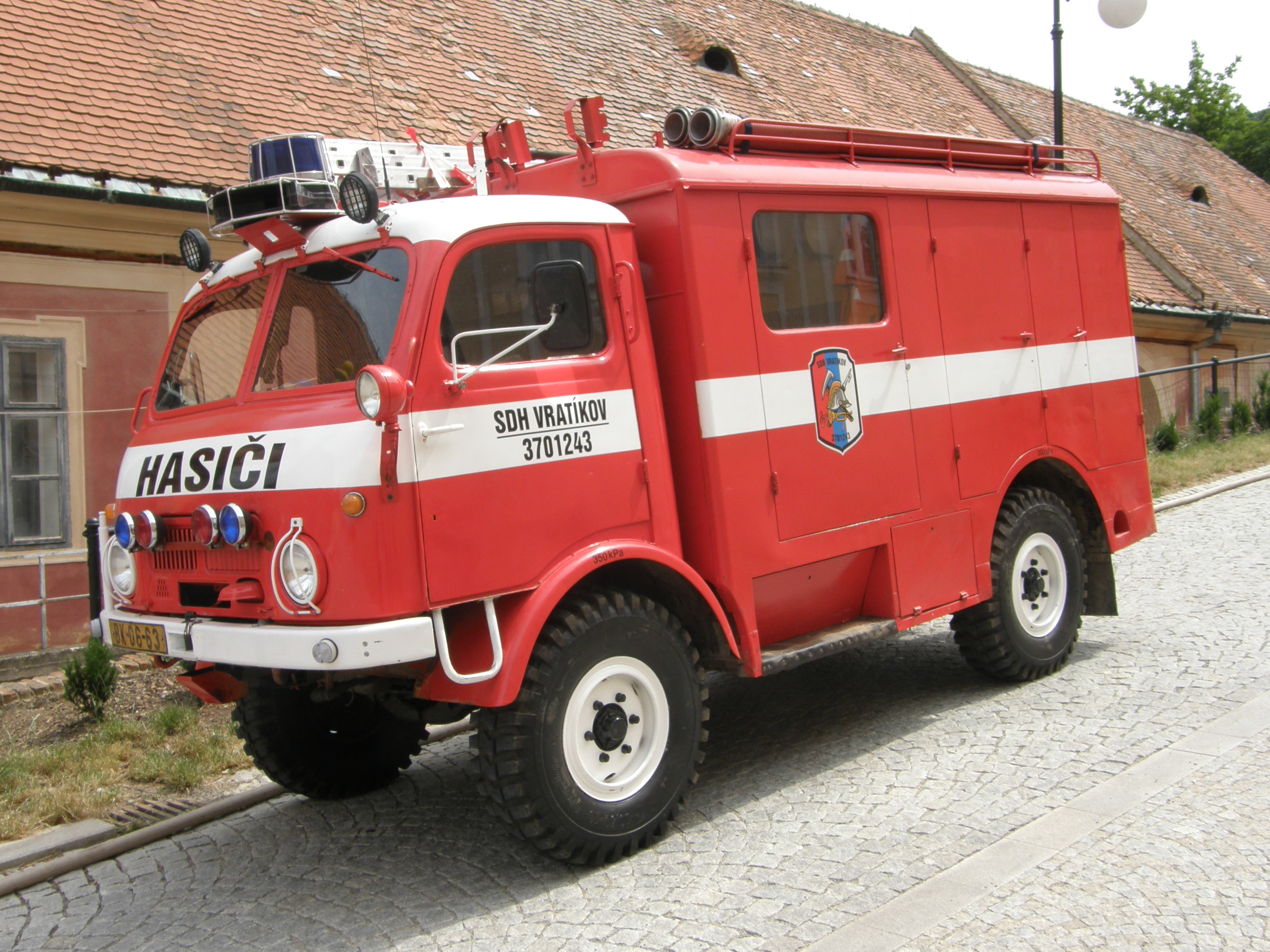
Tatra 805 sboru dobrovolných hasičů Vratíkov
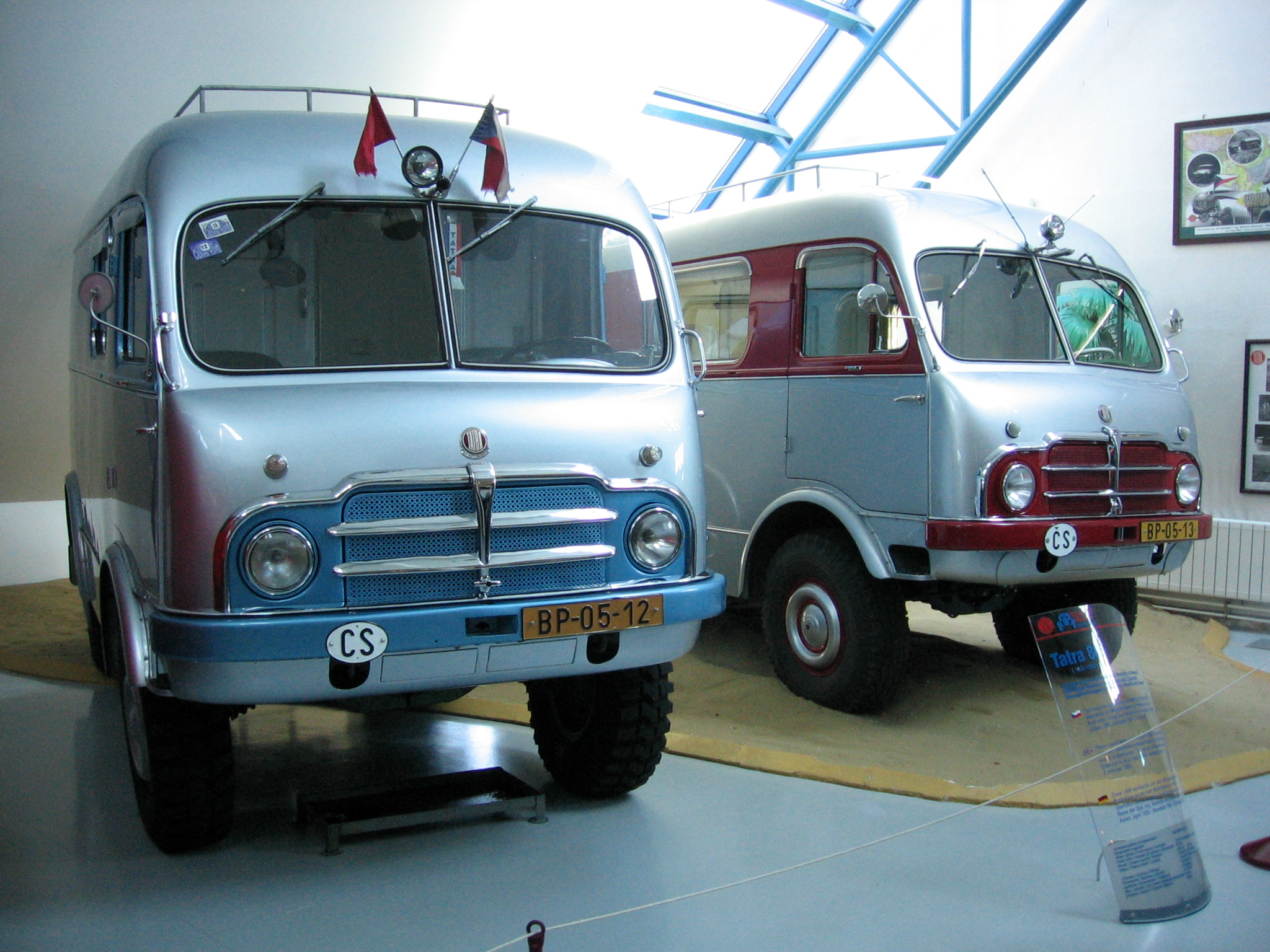
Expediční vozidlo T805 cestovatelů Zikmunda a Hanzelky

## Současnost
V současnosti se různé verze Tatry 805 v hojném počtu vyskytují na srazech majitelů vojenské techniky, i na setkáních majitelů vozů značky Tatra. Jezdí s nimi i mnoho jezdců v truck-trialových soutěžích, kde tyto upravené vozy patří ve své kategorii k nejlepším.